# Anionen-Austauscher 1
Der Anionen-Austauscher 1 (AE1) (auch: Bande 3) ist ein integrales Protein in der Zellmembran von roten Blutkörperchen und Nephronen, das den Transport von Anionen, insbesondere Hydrogencarbonat und Chlorid aus der, beziehungsweise in die Zelle katalysiert. Damit ist AE1 ein Regulator des Säure-Basen-Haushalts im Blut und Urin. Weitere Gewebetypen mit AE1 sind Leberzellen, Haut-Epithel, Lungenbläschen, Lymphozyten, Nervenzellen und Fibroblasten. Mutationen im SLC4A1-Gen sind für die (seltenen) erblichen Formen der Kugelzellenanämie, Elliptozytose und der renal-tubulären Azidose mitverantwortlich.
Die Transportgleichung lautet:
Cl− (innen) + HCO3− (außen) = Cl− (außen) + HCO3− (innen)
Als Substrat werden außerdem Glucose und Wasser akzeptiert: Dabei wird die meiste Glucose allerdings über den Glucosetransporter 1 (GLUT1) aufgenommen. Dieser besitzt einen Km-Wert von ca. 1,5 mM und ist somit hochaffin für Glucose.
AE1 ist das für die Blutgruppensysteme Diego, Swann und Froese verantwortliche Protein. AE1 ist außerdem der Vorläufer des senescent-cell antigen, ein Protein, das auf der Membran alternder Zellen präsent ist und vom Immunsystem erkannt wird. AE1 bindet an MSP1 und ist so die Eintrittspforte für den Malariaerreger Plasmodium falciparum. Es existieren Polymorphismen im AE1-Promoter, die die Schwere der Malaria-Erkrankung beeinflussen.